# Renato Chabod
Renato Chabod (pron. fr. AFI: [ʃabo]) (Aosta, 28 luglio 1909 – Ivrea, 22 febbraio 1990) è stato un politico, avvocato e alpinista italiano, senatore dal 1958 al 1968.
Era il fratello minore dello storico e politico italiano Federico Chabod.

## Salite sulle Alpi
Nel seguente elenco sono riportate alcune delle salite più significative di Renato Chabod sulle Alpi.
- Via Crétier - Monte Maudit - 4 agosto 1929 - Prima salita con Lino Binel e Amilcar Crétier[3]
- Couloir du Diable - Mont Blanc du Tacul - 31 agosto 1930 - Prima salita con Guido Antoldi, Gabriele Boccalatte, Matteo Gallo e Piero Ghiglione.[4]
- Parete nord - Gran Paradiso - 1930 - Prima salita
- Cresta sud - Tour des Jorasses - 5 agosto 1931 - Prima salita con Piero Zanetti, Gabriele Boccalatte e Guido De Rege di Donato (anche prima ascensione della Tour des Jorasses)
- Via Grivel-Chabod - Aiguille Blanche de Peuterey - 4 settembre 1933 - Prima salita con Aimé Grivel[5]
- Couloir Gervasutti - Tour Ronde - 27 luglio 1934 - Prima salita con Giusto Gervasutti, 300 m/AD parete ovest[6]
- Couloir Gervasutti - Mont Blanc du Tacul - 13 agosto 1934 - Prima salita con Giusto Gervasutti[7]
- Spigolo Ovest - Pic Adolphe - 16 luglio 1935 - Prima salita con Giusto Gervasutti, Gabriele Boccalatte e Ninì Pietrasanta (anche prima ascensione del Pic Adolphe)[8]